# Bulgan (distrikt i Mongoliet, Dornod)
Bulgan (mongoliska: Булган Сум, Булган, Bulgan Sum) är ett distrikt i Mongoliet.   Det ligger i provinsen Dornod, i den östra delen av landet, 500 km öster om huvudstaden Ulaanbaatar.